# Jabot Cosmetics
Jabot Cosmetics este o companie imaginară din serialul de televiziune Tânăr și neliniștit difuzat de CBS. Este în prezent deținută de familia Abbott, cu Ashley îndeplinind funcția de CEO. Este descris ca o linie de „îngrijire științifică avansată și parfumuri de lux”. În 2011, în urma unei înțelegeri între CBS Consumer Products și Sony Pictures Television, linia de produse a devenit „realitate”.